# Heterusia frugalis
Heterusia frugalis là một loài bướm đêm trong họ Geometridae.